# Vlag van Birmingham (Alabama)

Vlag van Birmingham

De vlag van Birmingham werd op 18 augustus 1925 officieel aangenomen als vlag van de stad Birmingham (Alabama). De vlag werd ontworpen door Idyl King Sorsby ter gelegenheid van het tweehonderdjarig bestaan van de stad Birmingham in 1921.
De vlag bestaat uit drie verticale banen van rood-wit-rood in de verhouding 4:7:4. In het midden van de vlag staat een rode ster, omringd door een ring van 67 kleine gouden sterren. Uit deze sterren stralen 85 gouden stralen, die weer een cirkel vormen. Binnen de grote rode ster staat het officiële zegel van de stad Birmingham in goud en zwart. Rondom het zegel staan zeven gouden inkepingen.
Het zegel van de stad bevat een afbeelding van Vulcanus, de Romeinse god van de smeden en metaalbewerkers. Aan het eind van de 19e en het begin van de 20e eeuw was Birmingham het centrum van de industrie en ijzerbewerking in de zuidelijke staten van de VS.
De drie kleuren hebben elk een symbolische betekenis. Het wit weerspiegelde de zuiverheid van de vrouwen van de stad. Het rood symboliseert de moed van de mannen van Birmingham. De gouden kleur wijst op de minerale rijkdom van de stad en de hoge standaard van haar inwoners.
De grote rode ster is opgenomen om de stad te vertegenwoordigen, terwijl de gouden inkepingen aangeven dat Birmingham een 'knooppunt' is van handel en industrie in de regio. De 67 gouden sterren staan voor de 67 county's van Alabama, terwijl de 85 gouden stralen suggereren dat 'All roads lead to Birmingham'; een woordspeling op het spreekwoord 'All roads lead to Rome'.